# Samsung Ativ S
Samsung ATIV S (GT-I8750 hoặc SGH-T899M) điện thoại thông minh cảm ứng, dạng thanh sản xuất bởi Samsung Electronics chạy hệ điều hành Windows Phone 8. ATIV S là thiết bị đầu tiên của Samsung chạy Windows Phone 8. Nó được trưng bày tại sự kiện IFA 2012 ở Berlin và là thiết bị Windows Phone 8 đầu tiên chính thức ra mắt.
ATIV S có màn hình 4,8″ 1.280 x 720 HD Super AMOLED với số lượng điểm ảnh 306ppi, bộ xử lý 1.5 GHz lõi kép, 1 GB RAM,  máy ảnh chính 8-megapixel, và máy ảnh trước 1.9-megapixel, NFC, và hỗ trợ mạng HSPA+. Ativ S có sẵn bản 16 GB hoặc 32 GB bộ nhớ trong với thẻ micro SDXC mở rộng lên đến 64 GB. Ngoài ra còn có pin có thể tháo rời 2300mAh.
Được thoại được thiết đến như thiết bị có phần cứng giống như Galaxy S III, chạy Google Android.
Giám đốc hệ điều hành Samsung nói rằng nhu cầu sử dụng hệ điều hành Window Phone trên Samsung là rất thấp.

## ATIV S Neo
Ngày 26 tháng 6 năm 2013, Sprint công bố sẽ phát hành Samsung ATIV S Neo và HTC 8XT vào mùa hè 2013. Samsung ATIV S Neo xuất hiện như ATIV S, mặc dù có sự khác nhau trong suy nghĩ sáng suốt, sử dụng vi xử lý 1.4 GHz, pin 2000mAh, và kết nối LTE.

## ATIV S SE
Verizon công bố Samsung ATIV SE với $99 cùng với hợp đồng hai năm hoặc $599 nếu bạn muốn thanh toán hoàn toàn.
Nó có màn hình cảm ứng điện dung 5.0 inches (1.080 x 1.920) IPS LCD với 8GB ROM, 2GB RAM và bộ nhớ có thể mở rộng thông qua thẻ microSD. Máy ảnh chính 13MP và VGA ở phía trước.
Nó được phát hành với Windows Phone 8.0 nhưng sẽ nâng cấp lên Windows Phone 8.1.

## Liên kết
- Website chính thức